# Gaspermeation
Die Gaspermeation (lateinisch permeare – durchdringen) ist ein Verfahren zur Trennung von Gasgemischen. Bei einer Permeation durchdringt ein Stoff (Permeat) einen Festkörper.

## Funktionsweise
Das zu trennende Gas wird mit Überdruck in ein Gastrennmodul geleitet. In diesem wandern die abzutrennenden Stoffe infolge der Druckdifferenz durch eine selektive Membran. Dadurch trennt sich der Rohgasstrom auf in ein gereinigtes Permeat (das Reingas) und das aufkonzentrierende Retentat (ein Reichgas).
Die bei der Gaspermeation ablaufenden Transportprozesse sind eine Folge des Aufbaus der Trennmembran sowie der auftretenden Druck- und Konzentrationsverhältnisse.
Die Membran weist einen mehrschichtigen Aufbau auf:
- Lösemittelselektiver, porenfreier Polymerfilm (Dicke < 0,5 pm)
- mikroporöse Trägermembran: hohe Porosität, keine Trennwirkung für Gase
- durchlässiges Vlies

Ein Gasmolekül wandert durch die Membran, indem es sich im Polymerfilm löst und danach auf Grund der treibenden Kraft des Konzentrationsgradienten auf die Niederdruckseite diffundiert. Der Prozess erfolgt in drei Schritten:
1. Absorption auf der Druckseite (Henry’sches Gesetz)
2. Diffusion durch die Membran (Fick’sches Gesetz)
3. Desorption auf der Vakuumseite (Henry’sches Gesetz)

## Anwendung
Gaspermeation wird vor allem zur Reinigung von Technischen Gasen, Brenn-, Synthese- und Abgasen genutzt.

### Abgasreinigung
Mit der Gaspermeation allein können die vom Gesetzgeber vorgeschriebenen Emissionswerte meist nicht erreicht werden. Sie wird deshalb in Kombination mit anderen Verfahren eingesetzt. Besonders bedeutsam ist die Kombination mit der Druckwechseladsorption, indem hier der bei der Gaspermeation erzeugte Druck respektive das Vakuum zur Adsorption und zur Desorption genutzt wird. Adsorption und Desorption erfolgen im Wechselbetrieb. Die Adsorption bei den Überdruckbedingungen der Druckseite, die Desorption bei den Unterdruckbedingungen der Vakuumseite.

### Biogasaufbereitung
Die Gaspermeation wird im zunehmenden Maße auch für die Aufbereitung von Biogas angewendet. Biogas wird durch die Aufarbeitung mit Gaspermeation auf Erdgasqualität angehoben und kann dann in das Erdgasnetz eingespeist werden. In Bruck an der Leitha steht seit Anfang 2007 eine entsprechende Anlage.